# Киши Айдархан
Киши Айдархан (каз. Кіші Айдархан) — село в Жангалинском районе Западно-Казахстанской области Казахстана. Входит в состав Жанажолского сельского округа. Код КАТО — 274035200.

## Население
В 1999 году население села составляло 277 человек (147 мужчин и 130 женщин). По данным переписи 2009 года, в селе проживали 252 человека (133 мужчины и 119 женщин).